# Naturkundemuseum Tianjin
Das Naturkundemuseum Tianjin (chinesisch 天津自然博物館 / 天津自然博物馆, Pinyin Tiānjīn Zìrán Bówùguăn) befindet sich im Bezirk Hexi der Stadt Tianjin. Das Museum entstand als das erste Naturkundemuseum in der Volksrepublik China und zählt heute zu den weltweit größten und bedeutendsten seiner Art. Nach dem Umzug in den Altbau des Tianjin-Museums wurde es 2014 als Erlebnismuseum gestaltet und in 4 große Bereiche gegliedert.

## Geschichte
Der Grundstock wurde durch den französischen Jesuiten Emile Licent (1876–1952) gelegt, der während seines rund 25-jährigen Aufenthaltes in China zahlreiche Forschungsreisen in Nord- und Nordwestchina unternahm. Er betrieb wissenschaftliche Feldstudien unter anderem in den Bereichen Geografie, Geologie, Klimatologie, Botanik, Zoologie und Demographie. Mit seinen Forschungsergebnissen eröffnete er das Musee Hoangho Paiho (wörtlich: Museum der gelben und weißen Flüsse), das später Nordländisches Museum genannt wurde. 
Im Jahr 1957 wurde das Museum zum Naturkundemuseum der Stadt Tianjin umgestaltet, 1974 zum Naturkundemuseum Tianjin.

## Ausstellung
- Erdgeschoss: Sonderausstellung
- 1. Geschoss: Evolution
- 2. Geschoss: Naturwelt